# Ger Pijl
Ger (Gerrie) Pijl (1946 – Dinteloord, 28 september 2012) was een Nederlands profvoetballer die als centrale verdediger of verdedigende middenvelder speelde. Hij stond onder contract bij Fortuna Vlaardingen en opvolger FC Vlaardingen '74 waar hij van 1966 tot 1976 actief was en aanvoerder werd. Hierna speelde hij nog drie seizoenen bij VFC, alvorens hij diverse clubs in het amateurvoetbal trainde.

## Carrièrestatistieken
| Seizoen         | Club                | Land            | Competitie      | Competitie | Competitie | Beker | Beker | Internationaal | Internationaal | Overig | Overig | Totaal | Totaal |
| Seizoen         | Club                | Land            | Competitie      | Wed.       | Dlp.       | Wed.  | Dlp.  | Wed.           | Dlp.           | Wed.   | Dlp.   | Wed.   | Dlp.   |
| --------------- | ------------------- | --------------- | --------------- | ---------- | ---------- | ----- | ----- | -------------- | -------------- | ------ | ------ | ------ | ------ |
| 1965/66         | Fortuna Vlaardingen | Nederland       | Tweede divisie  | –          | 1          | –     | 0     | 0              | 0              | 0      | 0      | –      | 1      |
| 1966/67         | Fortuna Vlaardingen | Nederland       | Tweede divisie  | –          | 4          | –     | –     | 0              | 0              | 0      | 0      | –      | 4      |
| 1967/68         | Fortuna Vlaardingen | Nederland       | Tweede divisie  | –          | 3          | –     | 0     | 0              | 0              | 0      | 0      | –      | 3      |
| 1968/69         | Fortuna Vlaardingen | Nederland       | Tweede divisie  | –          | 1          | –     | 0     | 0              | 0              | 0      | 0      | –      | 1      |
| 1969/70         | Fortuna Vlaardingen | Nederland       | Eerste divisie  | –          | –          | –     | 0     | 0              | 0              | 0      | 0      | –      | –      |
| 1970/71         | Fortuna Vlaardingen | Nederland       | Tweede divisie  | –          | 1          | –     | 0     | 0              | 0              | 0      | 0      | –      | 1      |
| 1971/72         | Fortuna Vlaardingen | Nederland       | Eerste divisie  | –          | –          | –     | –     | 0              | 0              | 0      | 0      | –      | –      |
| 1972/73         | Fortuna Vlaardingen | Nederland       | Eerste divisie  | –          | –          | –     | 0     | 0              | 0              | 0      | 0      | –      | –      |
| 1973/74         | FC Vlaardingen '74  | Nederland       | Eerste divisie  | –          | –          | –     | 0     | 0              | 0              | 0      | 0      | –      | –      |
| 1974/75         | FC Vlaardingen '74  | Nederland       | Eerste divisie  | –          | –          | –     | 0     | 0              | 0              | 0      | 0      | –      | –      |
| 1975/76         | FC Vlaardingen '74  | Nederland       | Eerste divisie  | –          | –          | –     | 0     | 0              | 0              | 0      | 0      | –      | –      |
| Carrière totaal | Carrière totaal     | Carrière totaal | Carrière totaal | –          | –          | –     | 0     | 0              | 0              | 0      | 0      | –      | –      |